# 佐用本線料金所
佐用本線料金所（さようほんせんりょうきんじょ）は、兵庫県佐用郡佐用町奥金近にある鳥取自動車道の本線料金所である。当料金所を境に佐用JCTまでは西日本高速道路（NEXCO西日本）管轄の有料区間となり、鳥取方面は国土交通省の管轄の無料区間となる。2010年3月28日に供用が開始された。

## 概要
- 佐用JCTから1 km北に設置されている本線料金所である。鳥取道は当料金所より北側の区間が新直轄方式で整備されており通行料金が無料のため、当料金所では下り線では中国道の料金を精算し、上り線では通行券の受け取りを行う。設置・管理はNEXCO西日本。

## 歴史
- 2010年（平成20年）3月28日：佐用JCT - 大原IC間開通に伴い、供用開始[1]。

## 料金所施設
- ブース数：5

### 鳥取・智頭方面
- ブース数：3
  - ETC専用：2
  - 一般：1

### 大阪・津山方面
- ブース数：2
  - ETC専用：1
  - ETC/一般：1

## 隣
E29 鳥取自動車道
(10-1) 佐用JCT - 佐用TB - 佐用平福BS - (1) 佐用平福IC（鳥取方面出入口）- (2) 大原IC/BS